# 김범수 (1972년생 축구인)
김범수(한국 한자: 金範洙, 1972년 5월 16일 ~ )는 대한민국의 은퇴한 축구 선수이다. 현역시절 포지션은 공격수이다.